# Nezahualcóyotl (État de Mexico)
Ciudad Nezahualcóyotl également appelée Neza Ciudad, est une ville et une municipalité du Mexique, située dans l'État de Mexico. Elle couvre une superficie de 63,74 km2 et compte 1 039 867 habitants en 2015. Elle est nommée en référence à un célèbre roi précolombien (coyote famélique).
C'est à  Nezahualcóyotl que l'on trouve l'un des plus grands bidonvilles du monde, avec Chalco et Ixtapaluca. La population y est particulièrement pauvre et le taux de criminalité élevé.

## Histoire
La ville a été fondée en 1930 à l'emplacement du lac Texcoco une fois celui-ci drainé.

## Sports
- Le club de football de Toros Neza est basé à Nezahualcóyotl